# فرانک فرگوسن
فرانک فرگوسن (انگلیسی: Frank Ferguson؛ ‏ ۲۵ دسامبر ۱۹۰۶ – ۱۲ سپتامبر ۱۹۷۸) یک هنرپیشه اهل ایالات متحده آمریکا بود.
از فیلم‌های او می‌توان به ممکن بود آن شب باشد و تیرانداز اشاره کرد.